# Дом коллектива
«Дом коллектива» («Дом-коллектив», 400-квартирный жилой дом) — жилой дом в Иванове, состоящий из нескольких корпусов. Памятник конструктивизма, памятник архитектуры федерального значения.

## История создания
В 1928 году жилищно-строительное кооперативное товарищество «Первый Рабочий посёлок» запланировало строительство крупного жилого комплекса на месте Ярмарочной площади. Ранее она называлась Введенским полем по проходившей здесь во время праздника Введения ярмарке, а также Дмитриевским полем по расположению возле Дмитриевской слободы.
Комплекс должен был реализовать концепцию дома-коммуны, предполагавшую максимальное обобществление быта жильцов. В 1928 году стартовал архитектурный конкурс. Правлению «Первого рабочего посёлка» было представлено несколько проектов местных проектно-строительных организаций и проект члена ОСА И. А. Голосова, который и был выбран для реализации.
Голосов уже в предварительных вариантах проекта большое внимание уделял созданию асимметричной композиции фасада, обращённого в сторону магистрали.
В одном из вариантов на развилке двух улиц размещён двухэтажный корпус с клубом и столовой. Противоположный конец квартала занимает трёхэтажный коммунальный корпус с детскими и другими учреждениями. Между ними — пять четырёхэтажных жилых корпусов, выходящих торцами в сторону улицы. Все эти корпуса соединялись друг с другом крытым переходом на уровне вторых этажей. На территории квартала архитектор спроектировал стадион, детские и спортивные площадки. Получилась крупномасштабная композиция, отдельные элементы которой довольно невелики.
В предварительных вариантах комплекс зданий представлял собой развитый дом-коммуну (или «дом-коллектив», как его называл Голосов), то есть жилой комбинат с максимальным обобществлением быта: комнаты рассчитывались на одного-двух человек, на каждом этаже располагалась общая группа санитарных узлов, в отдельных корпусах располагались коммунально-бытовые и культурно-общественные помещения (ясли, детский сад, столовая, прачечная, зал собраний и т. д.).
Проекты жилых комбинатов Голосова для Иваново-Вознесенска и Сталинграда в социально-бытовом отношении не вносили ничего принципиально нового в этот тип жилища, который в это же время разрабатывался многими архитекторами, однако композиционный приём развёртывания объёма по горизонтали был оригинален.

## Архитектура

Вид на восточные корпуса с улицы Красных Зорь в 2017 году

В окончательном варианте от переходов между жилыми корпусами было решено отказаться. Так как идея максимального обобществления быта стала терять популярность, уже во время строительства коридорная система планировки была заменена секционной и жилой комплекс превратился в обычный квартал секционных домов с квартирами на семью.
Также был сделан ряд других отступлений от проекта: фасады остались неоштукатуренными, изменён вынос козырьков верхних лоджий. Строительство завершилось в 1930—1931 годах, однако С. О. Хан-Магомедов датирует осуществление проекта 1930—1932 годами.
Дом расположен на участке, ограниченном улицами Красных Зорь, Мархлевского, Герцена и Калужской, имеет адрес ул. Красных Зорь, 1.
Четыре корпуса, выходящие торцами на начало ул. Красных Зорь, соединены попарно одноэтажными помещениями, предлагавшиеся как учреждения обслуживания общего быта. Около ул. Герцена стоят два корпуса. Этажность корпусов возрастает с 4 до 6 этажей по направлению к ул. Красных Зорь, где в торцах устроены лоджии. Стены кирпичные, перекрытия деревянные, над подвалом — железобетонные. В доме 362 квартиры, несмотря на то, что он называется 400-квартирным. Во дворе стоит отдельное здание прачечной, устроены детская игровая и спортивная площадки.

Вид с балкона на дворовой фасад здания (29 сентября 2017 года).

Архитектура комплекса обладает выразительностью благодаря динамичному ритму объемов и контрастному сопоставлению глухих плоскостей ограждений лоджий, стеклянных лент витрин и выступающих козырьков плоских крыш. При взгляде на дом со стороны ул. Красных Зорь создаётся впечатление динамичного движения.
«Дом коллектива» считается одним из наиболее ценных памятников конструктивизма Иванова, интересен как пример строительства жилья для рабочих с учётом требований «нового быта». Необычный облик комплекса, ассоциировавшийся в 1930-е годы у жителей деревянных домов с будущей жизнью, в наше время воспринимается как порождение утопичного революционного настроя конца 1920-х — начала 1930-х годов.

## Эксплуатация

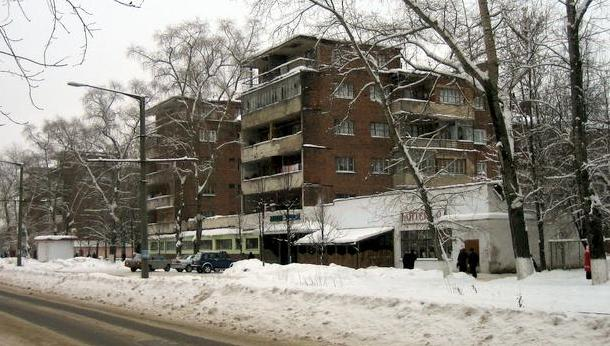
Вид на здание со стороны улицы Красных Зорь (2005 год).

За время эксплуатации внешний облик здания был изменен жильцами, делавшими самостоятельные ремонты балконов, и владельцами предприятий, расположенных на первом этаже. Так, левая часть цокольного этажа занята магазином «Дикси», а правая, где по проекту должен был находиться зал собраний, с 1990-х годов занят рестораном «Арагви». Никто из ныне эксплуатирующих объект не проявляет заботы о сохранении оригинального облика памятника.
Поскольку реставрация не проводилась ни разу, памятник находится в неудовлетворительном состоянии и требует ремонта: разрушаются балконы, затапливается фекалиями подвал, протекает кровля, гниют перекрытия. Ситуация осложняется тем, что из-за статуса памятника культурного наследия со зданием отказываются работать управляющие компании.